# Trizogeniates aphilus
Trizogeniates aphilus är en skalbaggsart som beskrevs av Villatoro 2002. Trizogeniates aphilus ingår i släktet Trizogeniates och familjen Rutelidae. Inga underarter finns listade i Catalogue of Life.